# Museu Histórico e Cultural de Jundiaí
O Museu Histórico e Cultural de Jundiaí é um museu público na cidade de Jundiaí, inaugurado em 28 de março de 1965, através da lei número 406, de 10 de junho de 1955. Foi fundado pelo padre Antônio Tolloi Maria Stafuzza. Ao longo dos anos, ocupou diversos endereços, como o Parque Comendador Antônio Carbonari, a Praça dos Andradas e a rua Rangel Pestana.
Desde 1982, localiza-se no Solar do Barão de Jundiaí, um edifício construído em 1862, tombado pelo CONDEPHAAT em 1970 e antiga residência do Barão de Jundiaí, Antônio de Queirós Teles.
Além de suas exposições, o museu conta com um jardim e um auditório com capacidade para 80 pessoas, onde a instituição realiza audições, palestras, reuniões e projeções de filmes e documentários.